# لاريجان سفلي
لاريجان سفلي هي قرية في مقاطعة خدا أفرين، إيران. عدد سكان هذه القرية هو 117 في سنة 2006.